# Jan Broeckx
Jan Broeckx (* 18. April 1961 in Antwerpen) ist ein belgischer Tänzer und Tanzlehrer.

## Leben
Broeckx absolvierte seine tänzerische Ausbildung an der Königlichen Ballettschule in Antwerpen, basierend auf der Waganowa-Methode. Unter seinen Lehrern: Annie Brabant, Marinella Paneda, Yen Stolk, Konstantin Chatilov, Alexander Prokofiev.
Als 17-Jähriger gewann er 1979 den Prix de Lausanne. Gleich anschließend bekam er Angebote und Verträge als Erster Solist von 1978 bis 1986 beim Ballett von Flandern und von 1981 bis 1985 an der Deutschen Oper Berlin. In diese Periode arbeitete er sehr viel mit Peter Schaufuss, Dina Björn (beide aus der Bournonville Schule) und Patricia Neary (Balanchine Expertin) zusammen.  1986 wechselte er zum Bayerischen Staatsballett München, damals unter der Leitung von Ronald Hynd. Hier bekam er einen Einblick in die Technik der Englischen Schule u. a. durch die Zusammenarbeit mit Peter Wright. Darüber hinaus trat er als Gast- und Startänzer u. a. beim London Festival Ballet, an der Mailänder Scala und  beim Het Nationale Ballet Amsterdam auf sowie bei großen Galaveranstaltungen, u. a. beim „World Ballet Festival Tokio“, bei der „Gala des Étoiles“ in Montreal und der „Nijinsky Gala“ in Hamburg. Roland Petit sah ihn 1982 in Berlin tanzen und bat ihn, erst als Gast und später als Danseur Étoile, dem Ballet National de Marseille beizutreten. Bei dieser Gelegenheit lernte er die Technik der Französische Schule kennen. Während der langjährigen Zusammenarbeit mit Roland Petit interpretierte er zahlreiche Rollen in seine Balletttänzen und studierte später als einer seiner engsten Mitarbeiter weltweit die Werke von Roland Petit, der 1992 die Schule „l'École Nationale Supérieure de Danse de Marseille Roland Petit“ gründete. Hier gab Broeckx Unterricht (Jungenklasse genau wie Repertoire und Pas de deux Unterricht). Seine Ausbildung als Tänzer, Pädagoge und Choreografischer Assistent befähigte ihn später zu Jury-Mitgliedschaften bei internationalen Ballett-Wettbewerben.
Arbeiten für Film und Fernsehen als Tänzer, aber auch als Ballettmeister (u. a. in der Mailänder Scala und im Opernhaus Zürich) sowie seine pädagogischen Tätigkeiten ergänzen die Arbeit des 1985 in München zum »Künstler des Jahres« ernannten Jan Broeckx.
Choreographisch wie tänzerisch arbeitete er neben Roland Petit u. a. mit Rudolf Nurejew, George Balanchine, John Cranko, Hans van Manen, Rudi van Dantzig, Nils Christe, Ronald Hynd, Peter Schaufuss, Jiří Kylián und tanzte mit Weltstars wie Alessandra Ferri, Dominique Khalfouni, Altynai Asylmuratova, Lucia Lacarra, Eva Evdokimova, Evelyne Desutter, Marie-Claude Pietragalla und Zizi Jeanmaire.
Seit 1. Oktober 2010 führt Jan Broeckx als Leiter die Ballett-Akademie der Hochschule für Musik und Theater München.